# Chloroclystis delosticha
Chloroclystis delosticha är en fjärilsart som beskrevs av Turner 1942. Chloroclystis delosticha ingår i släktet Chloroclystis och familjen mätare. Inga underarter finns listade i Catalogue of Life.